# 犍為県
犍為県（けんい-けん）は中華人民共和国四川省楽山市に位置する県。

## 行政区画
- 鎮:玉津鎮、孝姑鎮、石渓鎮、清渓鎮、羅城鎮、芭溝鎮、竜孔鎮、定文鎮、舞雩鎮、玉屏鎮、大興鎮、九井鎮、鉄炉鎮、寿保鎮、双渓鎮

## 健康・医療・衛生
- 犍為県人民医院